# Pan-Am-Flug 526A
Am 11. April 1952 führte die Besatzung einer Douglas DC-4 auf dem Pan-Am-Flug 526A von San Juan nach New York eine Notwasserung durch, nachdem ein Triebwerk ausgefallen war und ein zweites nur noch eine verringerte Leistung lieferte. Das Flugzeug setzte bei starkem Seegang vor der Küste Puerto Ricos auf und versank nach drei Minuten. Bei dem Unfall kamen 52 der 69 Insassen ums Leben.

## Flugzeug
Die Douglas DC-4 Clipper Endeavor (Kennzeichen: N88899, c/n: 10503) war eine von 120 gebauten und als Militärtransporter eingesetzten C-54B-1-DC (USAAF-Seriennr.: 42-72398). Die Maschine wurde nach dem Umbau in ein ziviles Verkehrsflugzeug am 10. August 1946 an die Fluggesellschaft Pan American World Airways übergeben und hatte bis zum Eintritt des Unfalls 20.835 Flugstunden absolviert.

## Flugverlauf
Die Douglas DC-4 startete um 12:11 Uhr Ortszeit vom Isla Grande Airport, dem damaligen internationalen Flughafen in San Juan, zu einem achtstündigen Linienflug nach New York. Nach dem Einziehen der Startklappen und des Fahrwerks verringerte die Besatzung routinemäßig die Triebwerksleistung. Dabei bemerkte der Kopilot einen rapiden Öldruckabfall im Motor Nr. 3 (inneres rechtes Triebwerk) und einen konstanten Anstieg der Öltemperatur. Der Kapitän entschloss sich, den Flug abzubrechen und teilte dem Fluglotsen um 12:13 Uhr mit, dass er nach San Juan zurückkehren würde. Die Besatzung leitete daraufhin eine weite Linkskurve ein.
Das defekte Triebwerk wurde in einer Flughöhe von rund 100 Meter (350 Fuß) abgestellt und dessen Propeller in die aerodynamisch neutrale Segelstellung gebracht. Parallel dazu erhöhten die Piloten die Leistung der anderen drei Motoren, um eine ausreichende Sicherheitsflughöhe zu gewinnen. Dabei traten erste, vorübergehende Fehlzündungen im Triebwerk Nr. 4 (rechts außen) auf. In einer Höhe von knapp 170 Meter (550 Fuß) begann dieser Motor nach erneuten Fehlzündungen zunehmend rau zu laufen und an Leistung zu verlieren. Die Besatzung versuchte den Steigflug fortzusetzen, wobei die Geschwindigkeit stetig abnahm. Durch den Geschwindigkeitsverlust erhöhte sich der Anstellwinkel des Flugzeugs kontinuierlich. Gleichzeitig verlor es an Höhe. Nachdem die Piloten um 12:17 Uhr gemeldet hatten, dass sie sich noch in erheblicher Entfernung zum Flughafen befänden, alarmierte der Fluglotse die örtliche Rettungszentrale der United States Coast Guard.
Weil der Kapitän befürchtete, dass die Maschine auf die Riffe vor der Küste aufschlagen könnte, änderte er den Kurs in westliche Richtung. Parallel wurden die Notablassventile der Treibstofftanks geöffnet und die Leistung der beiden linken Triebwerke erhöht (Startleistung). Der Flugingenieur eilte in die Kabine und informierte die Passagiere, dass eine Notwasserung unmittelbar bevorstünde. Das Flugzeug setzte um 12:20 Uhr etwa sieben Kilometer vor der Nordküste Puerto Ricos im Atlantik auf, wobei die Hecksektion des Flugzeugs abbrach. Die Wellenhöhe im Seegebiet betrug zwischen drei und fünf Metern.
Eine geordnete Evakuierung fand nicht statt. Die Flugbegleiter riefen den Passagieren zwar zu, dass sich die Rettungswesten in den Rücklehnen der Sitzplätze befänden, jedoch nicht, wie diese anzulegen und zu bedienen wären. Viele Fluggäste weigerten sich, die Maschine zu verlassen. Aufgrund des schweren Seeganges füllte sich die Kabine sehr schnell mit Wasser, das durch die geöffnete vordere Außentür, durch die Notausstiege über der linken Tragfläche und den zerbrochenen hinteren Rumpf einströmte. Dem Zweiten Offizier gelang es, ein Rettungsfloß ins Wasser zu lassen, das von ihm, den beiden Flugbegleitern und fünf Passagieren bestiegen wurde. Versuche des Ersten Offiziers, gemeinsam mit einem weiblichen Fluggast weitere Flöße aus dem Staufach im hinteren Teil des Cockpits zu ziehen, scheiterten, woraufhin sich beide durch ein Cockpitfenster in Sicherheit brachten. Der Kapitän fiel von Bord, als er die von einer Welle zugeschlagene Außentür wieder öffnete. Das Flugzeug ging etwa drei Minuten nach dem Aufsetzen unter. Neben den fünf Besatzungsmitgliedern überlebten nur zwölf Fluggäste den Unfall.

## Unfallursache
Bereits auf dem Hinflug am Vortag traten Störungen im Triebwerk Nr. 3 auf. Bei der anschließenden Wartung in San Juan wurden Metallspäne im vorderen Teil des Motors ("nose section"), im Ölsieb und in der Ölwanne gefunden. Die Mechaniker unterrichteten die technische Zentrale in Miami telegrafisch über den Schaden und die geplante Reparatur, erhielten aber keine Rückmeldung. Bauteile des Motors wurden ausgetauscht und das Motoröl gewechselt, ohne die eigentliche Ursache für den Metallabrieb zu finden. Weder die durchgeführte Reparatur noch der anschließende Probelauf des Triebwerks entsprachen den Standards, die das Unternehmen für diese Art von Schäden festgelegt hatte. So hätte der Motor für den ersten Probelauf mit nur 10 Gallonen Motoröl befüllt werden dürfen, um eine effiziente Reinigung des Ölsystems zu erzielen. Nach Ansicht der Ermittler war die Maschine beim Abflug in einem nicht lufttüchtigen Zustand.
Zudem lagen Versäumnisse der Besatzung vor. Testflüge ergaben, dass die DC-4 selbst nach einem einseitigen Ausfall von zwei Triebwerken ihre Flughöhe halten konnte. Vermutlich entwickelte auch das unrund laufende Triebwerk Nr. 4 noch eine erhebliche Schubkraft, wodurch die Maschine nach dem Ausfall des inneren rechten Motors trotz unveränderter Trimmung kaum nach rechts gierte. Die Piloten begingen den Fehler, den Steigflug fortzuführen, ohne die zur Verfügung stehende Leistung der drei Triebwerke voll auszunutzen. Durch den zunehmenden Geschwindigkeitsverlust erhöhte sich der Anstellwinkel, so dass das Flugzeug mit "erhobener Nase" an Höhe verlor. Als der Kapitän kurz vor der Notwasserung die Triebwerksleistung auf "take-off-power" steigerte, war es wegen des hohen Anstellwinkels und der niedrigen Flughöhe vermutlich nicht mehr möglich, den Aufprall zu verhindern.
Das Flugzeug schlug zuerst mit dem Heck auf die Wasseroberfläche, wodurch der hintere Rumpfabschnitt auf Höhe der Kabinenrückwand abbrach. Alle Insassen überlebten den Aufprall ohne ernsthafte Verletzungen. Zwischen Ankündigung und Durchführung der Notwasserung blieb den Flugbegleitern zu wenig Zeit, um die Passagiere mit den Rettungswesten vertraut zu machen und auf die Evakuierung vorzubereiten, was zu der hohen Zahl an Todesopfern führte.

## Konsequenzen
Die US-amerikanische Luftfahrtbehörde Civil Aeronautics Board (heute National Transportation Safety Board) erließ nach dem Unfall neue Vorschriften, um Evakuierungen zu beschleunigen und die Opferzahlen bei künftigen Notwasserungen zu senken. Diese Vorgaben wurden international übernommen und sind bis heute gültig. Es wurde unter anderem festgelegt, dass...
- das Kabinenpersonal vor Abflug auf die Lage der Notausgänge hinweisen muss.
- die Passagiere auf solchen Flügen, die längere Zeit über Wasser führen, bereits vor dem Start darüber informiert werden müssen, wo die Rettungswesten zu finden und wie diese zu verwenden sind.
- Rettungsflöße bzw. Rettungsinseln leicht zugängig und verteilt an Bord gelagert werden sollen.[4][3]